# Monkey
Monkey – piąty singiel, promujący debiutancki album George'a Michaela pod tytułem Faith. 
Utwór wydano 3 lipca 1988 roku. Był to już czwarty z kolei jego singiel, który dotarł na szczyt Billboard Hot 100 (pozostał tam 2 tygodnie, zaczynając od 27 sierpnia). Tym samym Michael dołączył do grona twórców, którzy w latach 1987-1988 umieścili na pierwszym miejscu cztery lub więcej utworów: Michaela Jacksona (5 numerów jeden z albumu Bad) i Whitney Houston (7 numerów jeden z dwóch albumów). Piosenka trafiła też na 13. miejsce brytyjskiej i 1. kanadyjskiej listy przebojów.

## Lista utworów
7"
1. "Monkey (7-Inch Edit)" – 4:47
2. "Monkey (A'Cappella)" – 3:40

US 12" - Columbia Records 44 07849
1. "Monkey (Extended Version)" – 8:06
2. "Monkey (A'Cappella)" – 3:40
3. "Monkey (Extra Beats)" – 3:30

CD
1. "Monkey (Extended Version)" – 8:06
2. "Monkey (A'Cappella)" – 3:40
3. "Monkey (Extra Beats)" – 3:30
4. "Monkey (7-Inch Edit)" – 4:47

## Notowania
| Notowanie (1988)                   | Najwyższa pozycja |
| ---------------------------------- | ----------------- |
| Australian Singles Chart           | 12                |
| Austrian Singles Chart             | 22                |
| Canadian RPM Top Singles           | 1                 |
| Dutch Singles Chart                | 6                 |
| French Singles Chart               | 34                |
| German Singles Chart               | 24                |
| Irish Singles Chart                | 8                 |
| Japanese Oricon Singles Chart      | 90                |
| New Zealand Singles Chart          | 9                 |
| Swiss Singles Chart                | 5                 |
| UK Singles Chart                   | 13                |
| US Billboard Hot 100               | 1                 |
| US Billboard Hot Dance Club Songs  | 1                 |
| US Billboard Hot R&B/Hip-Hop Songs | 8                 |